# Stelis breviuscula
Stelis breviuscula ist eine parasitische Biene (Kuckucksbiene) aus der Familie der Megachilidae. Sie wird auf Deutsch auch Kurze Düsterbiene oder Gewöhnliche Düsterbiene genannt.

## Merkmale
Stelis breviuscula ist eine relativ kleine, dunkle und unscheinbare Biene, die leicht übersehen wird, die Weibchen mit 5 bis 6 mm und die Männchen mit 4 bis 6 mm Länge. Der Körper ist schwarz, mit lockerer, heller Behaarung. Die Tergite der Weibchen haben schmale helle Endbinden, das 6. Tergit ist am Ende quer etwas eingedrückt. Da sie Kuckucksbienen sind, haben sie keine Bauchbürste (zum Pollentransport). Die Männchen sind ähnlich, aber gedrungener, das 7. Tergit ist am Ende abgerundet.
Diese Düsterbiene sieht ihrem Hauptwirt Heriades truncorum sehr ähnlich und ist auch häufig in der Nähe der Nester ihrer Wirte zu finden.

## Verbreitung
Diese Düsterbiene ist über einen Großteil der Paläarktis verbreitet. Sie ist in Nordafrika aus Marokko, Algerien und Ägypten nachgewiesen. In Eurasien ist sie von Portugal über Europa und Kleinasien bis zum Kaukasus, Zentralasien und Xinjiang (Uigurien) verbreitet. Im Norden ist die Art bis England, in Skandinavien bis über 60°N und im Süden bis Sizilien zu finden.

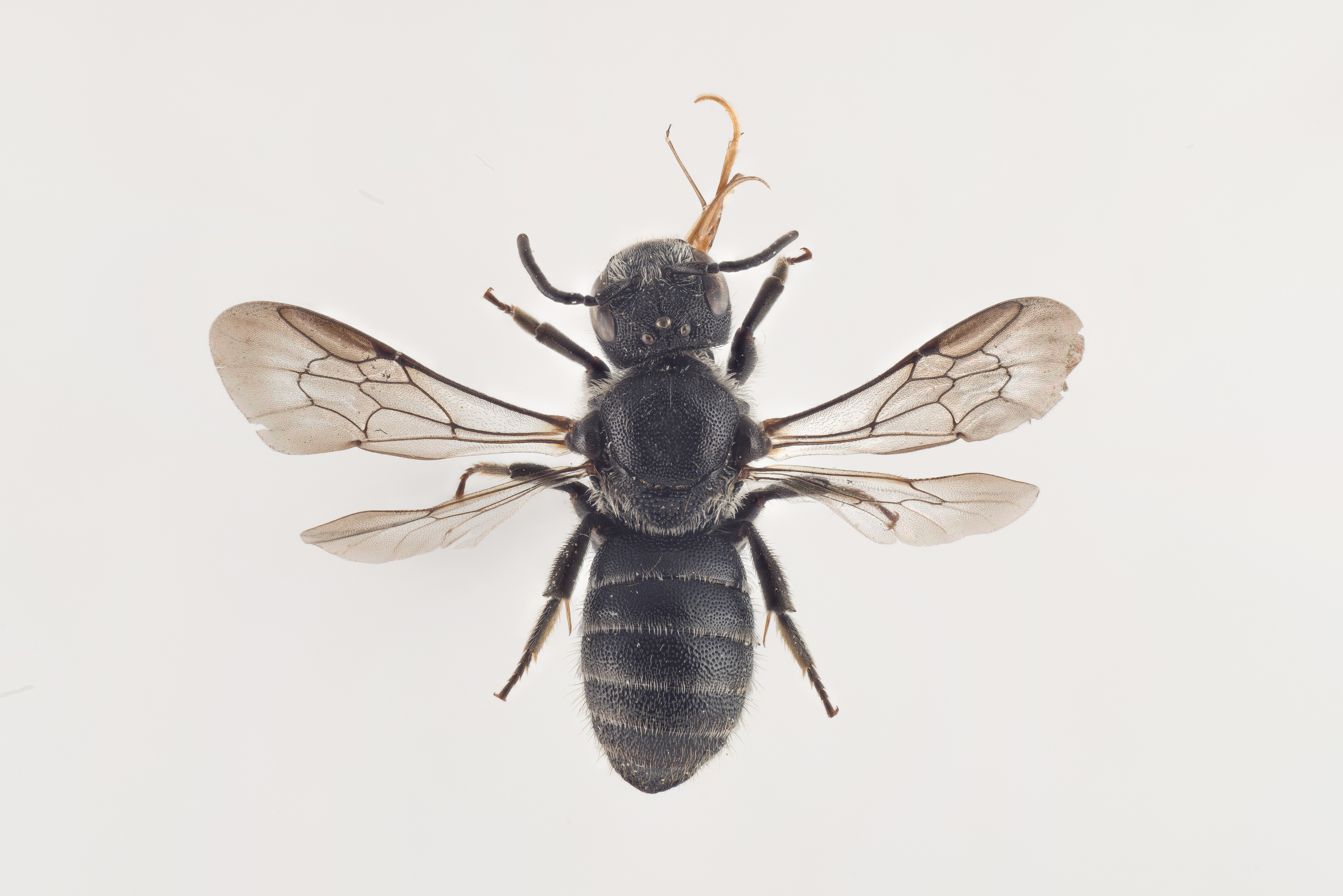
Stelis breviuscula, Weibchen

In Deutschland ist sie in allen Bundesländern nachgewiesen, in Österreich aus allen Regionen außer Salzburg gemeldet, in der Schweiz im Genfersee-Gebiet und im Tessin nur historisch nachgewiesen, sonst auch aus allen Regionen bekannt. Die Art ist mehr oder weniger häufig.

## Lebensraum
S. puncticeps lebt an Waldsäumen und Lichtungen, sowie bei Hecken und auf extensiv genutztem Grünland. Sie ist vom Flachland bis in die montane Höhenstufe verbreitet, in der Schweiz bis 1.500 m.

## Wirte
Der Hauptwirt dieser Blutbiene ist die Löcherbiene Heriades truncorum, außerdem Heriades crenulatus.

## Lebensweise
Stelis breviuscula ist wie alle Arten der Gattung eine Kuckucksbiene, d. h. die Eier werden in Nester der Wirtsbienen gelegt. Die Weibchen, die keinen Pollen sammeln, fliegen (in Deutschland) von Mitte Juni bis Ende August, ausnahmsweise auch später.  Die Weibchen werden selten an Blüten beobachtet, eher an alten Baumstämmen oder auf Zäunen sitzend. Männchen leben nur relativ kurz. Die Überwinterung erfolgt als Ruhelarve im Kokon.